# Couvent Saint-Félix de Fréjus
Le couvent Saint-Félix de Fréjus est un monastère de cisterciennes réformées établi à Fréjus dans le département du Var.

## Localisation
L'actuelle chapelle Saint-Félix, rue Montgolfier, situe l’emplacement de l’ancien couvent.

## Histoire
Les dominicaines installées les premières à Fréjus dès 1639 y sont rejointes par les bernardines dès 1647. Lors de la Révolution le couvent est déjà fermé depuis 1766.

## Architecture et descripton
La construction remonte à la seconde partie du XVIIe siècle comme en témoigne la date de 1681 inscrite sur la porte de la chapelle. L’ensemble se composait des bâtiments conventuels en U de deux étages sur rez-de-chaussée avec cloître et de la chapelle fermant la cour au nord-ouest. 
L'intérieur de la chapelle a été divisé et une partie du cloître démolie. La façade de la chapelle et le versant de toiture correspondant sont inscrits aux monuments historiques par arrêté du 21 septembre 1961.

## Filiation et dépendances
Fréjus est fille du Couvent des bernardines de Rumilly.

## Liste des abbesses
- Louise Cécile de Faverge, venue de La Roche-sur-Foron est la fondatrice du couvent.